# 玫瑰圣母堂 (布达佩斯)
玫瑰圣母堂（匈牙利语：Rózsafüzér Királynéja-templom）是一座历史悠久的罗马天主教教堂，位于匈牙利布达佩斯。

## 历史
该堂由费伦茨·保海姆（Ferenc Paulheim）设计，由安塔尔·霍夫豪泽（Antal Hofhauser）建于1912-1915年。它旁边的多明我会小堂，建于1905年。1915年10月3日，该堂由埃斯泰尔戈姆总主教查诺斯·塞尔诺奇（János Csernoch）祝圣。直到1951年，该堂由多明我会修士管理。从1951年到1989年，该堂由教区神父管理。从1989年到2007年, 该堂再次由多明我会管理，从2007起，该堂第二次由教区神父管理。 
在1997年大火中，该建筑及其设备严重受损。2008年开始进行室内装修，2012年开始对花窗玻璃进行维修。

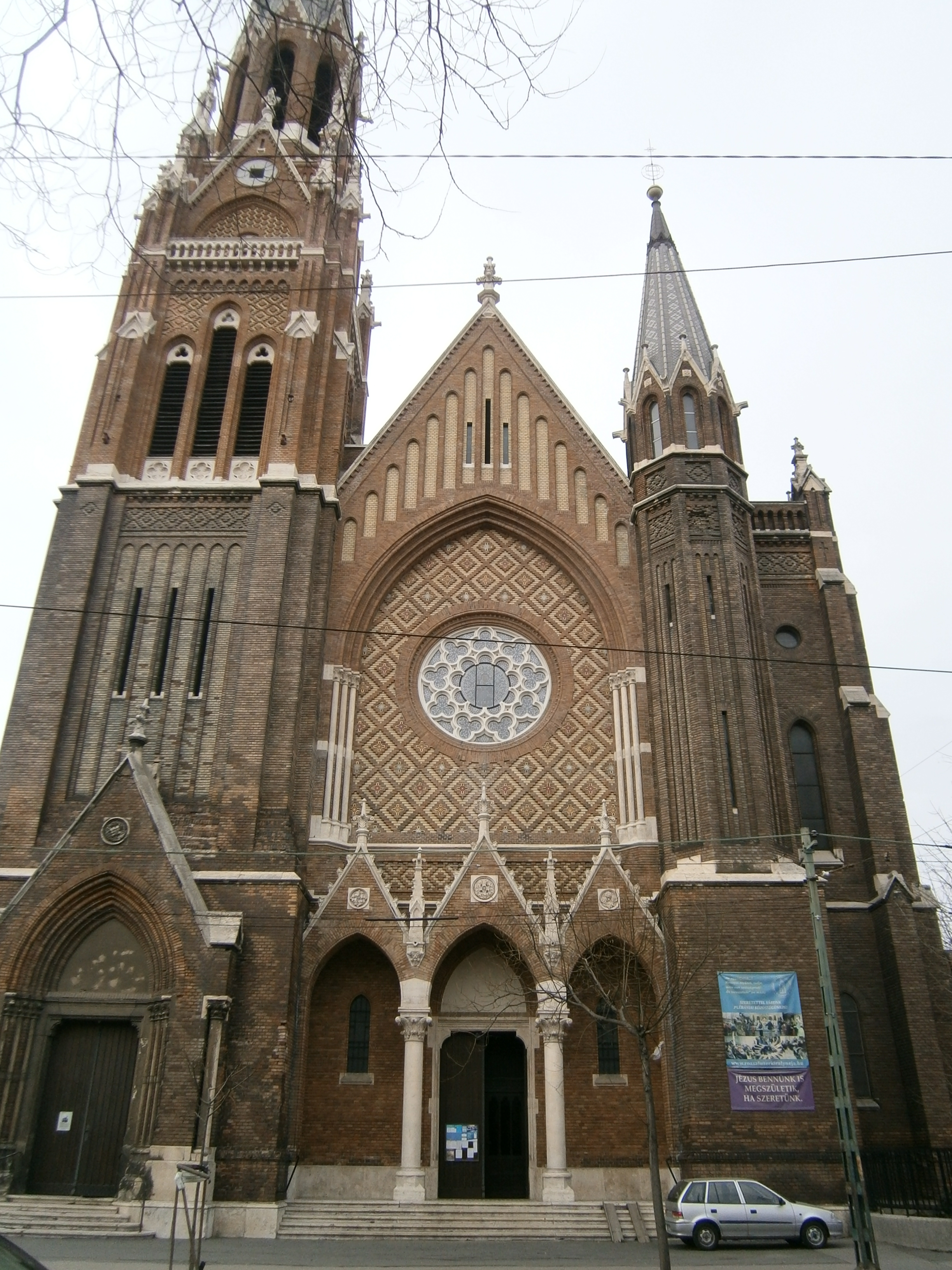
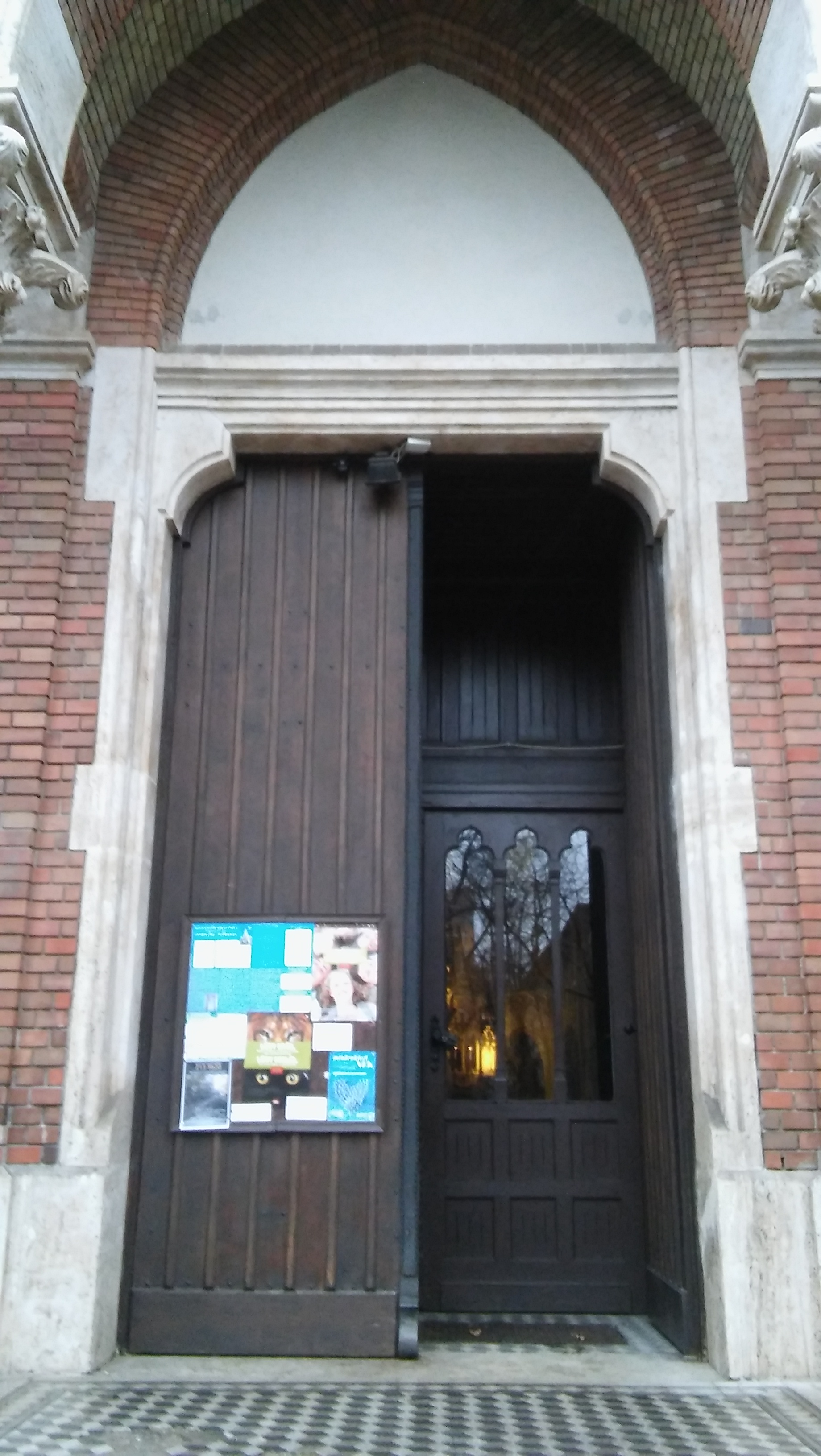
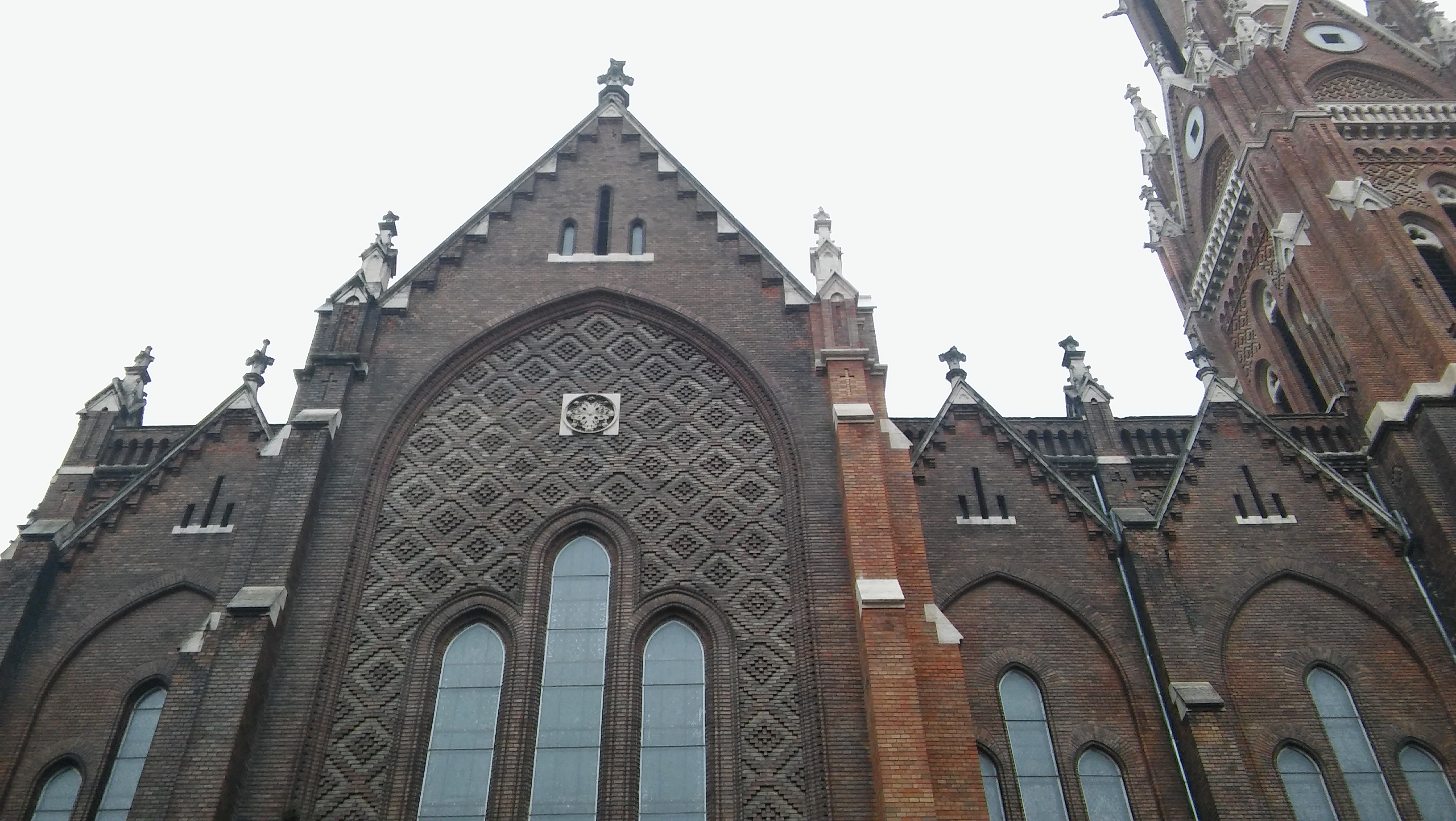
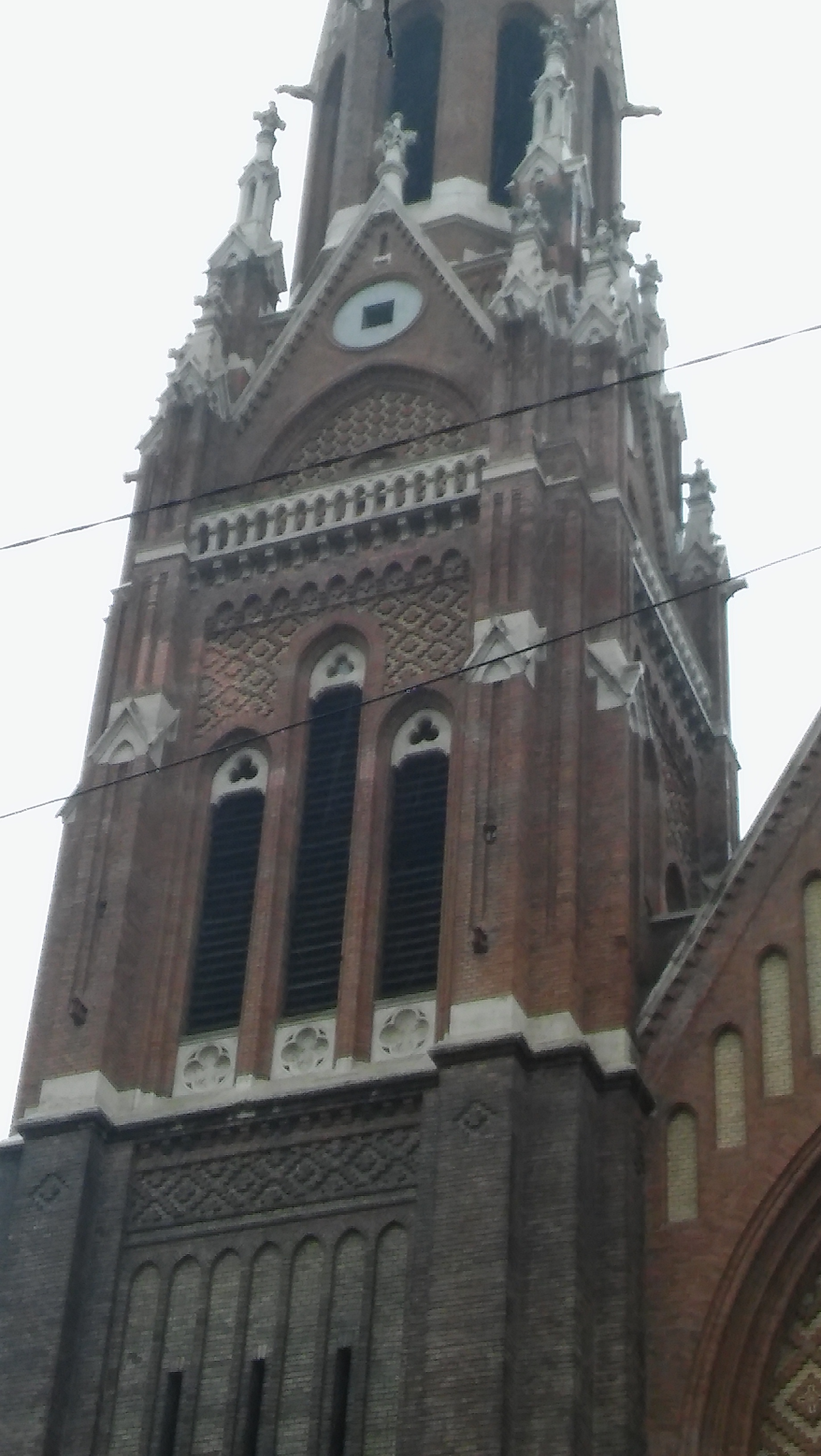
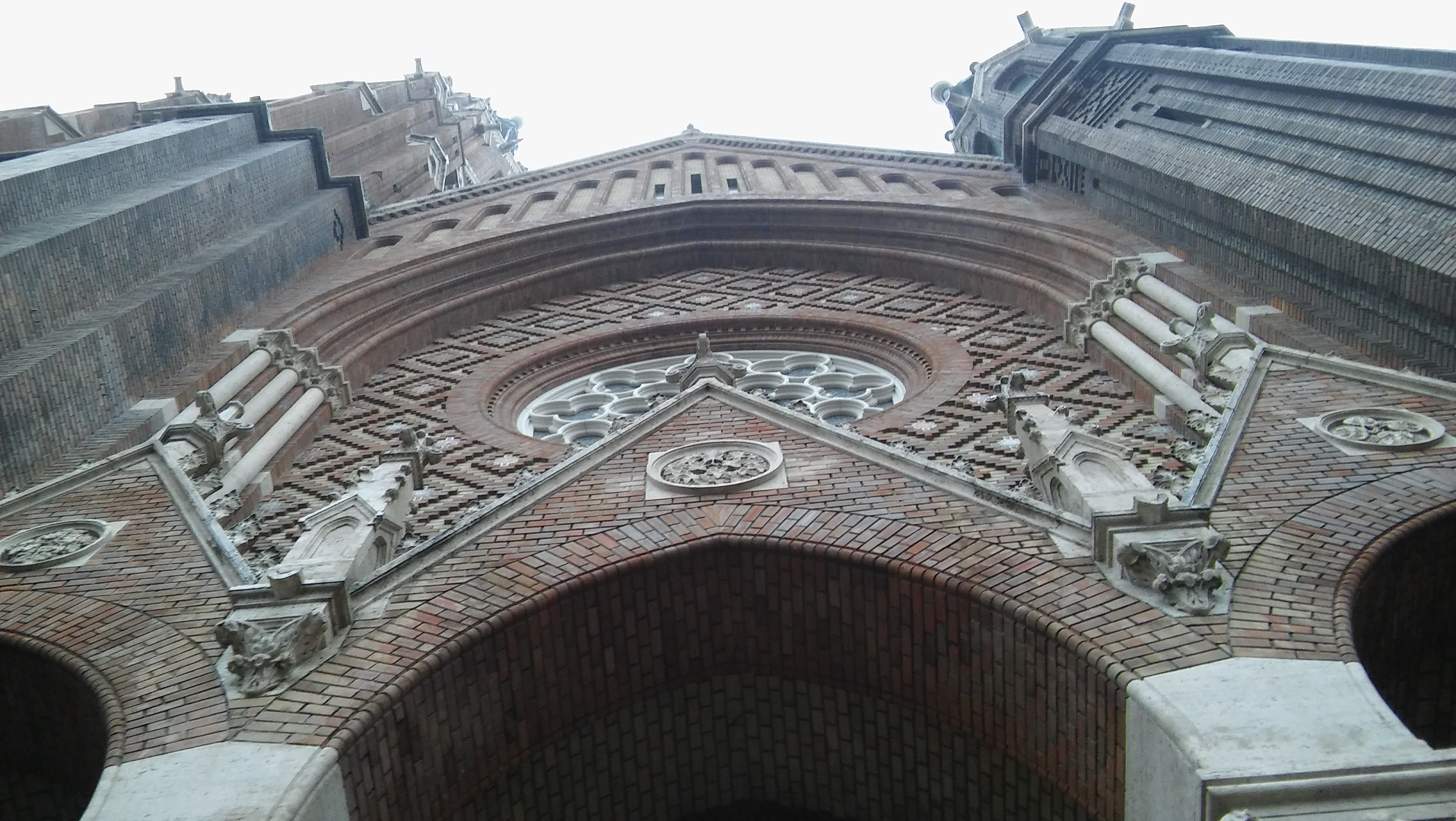
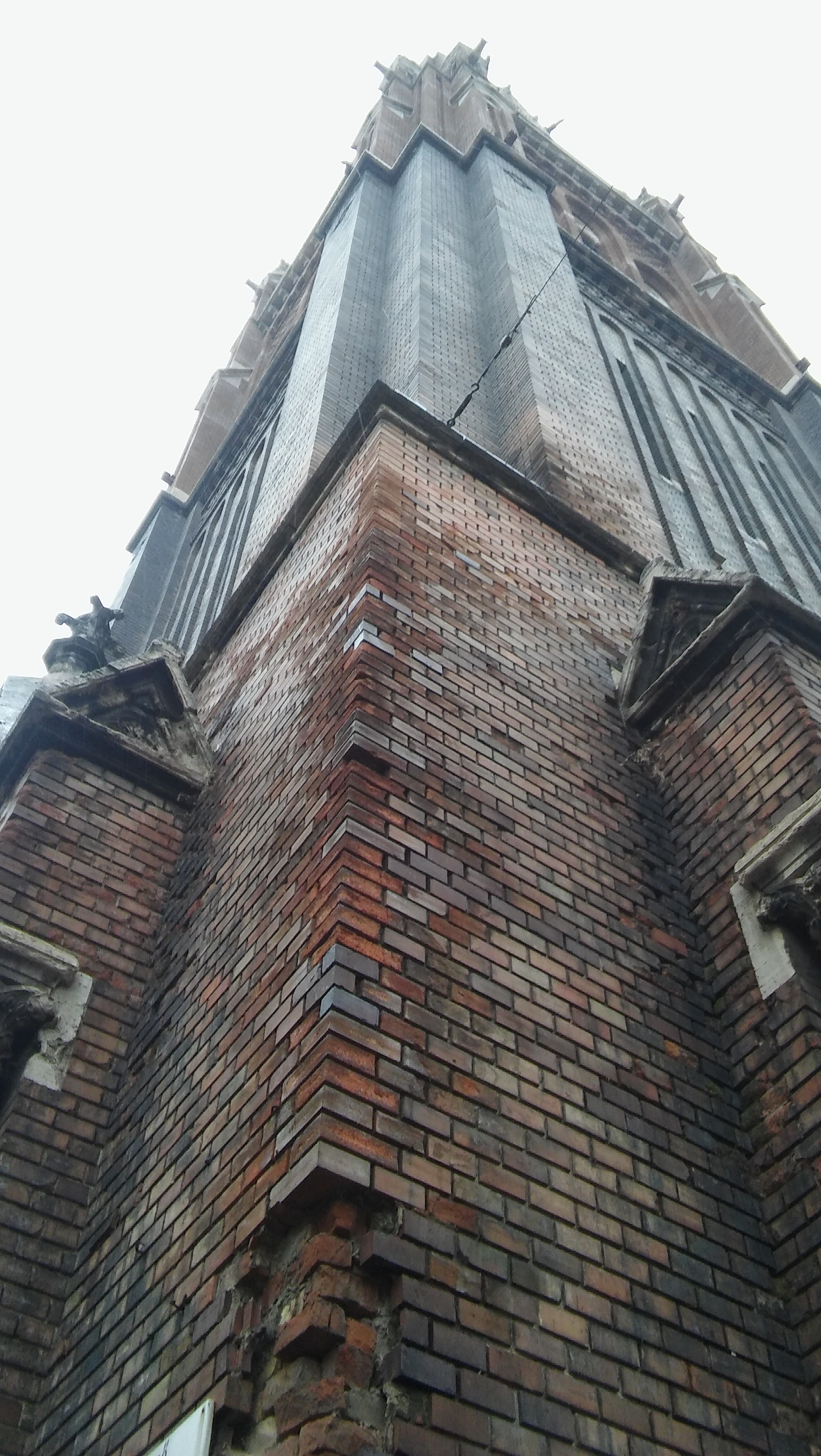
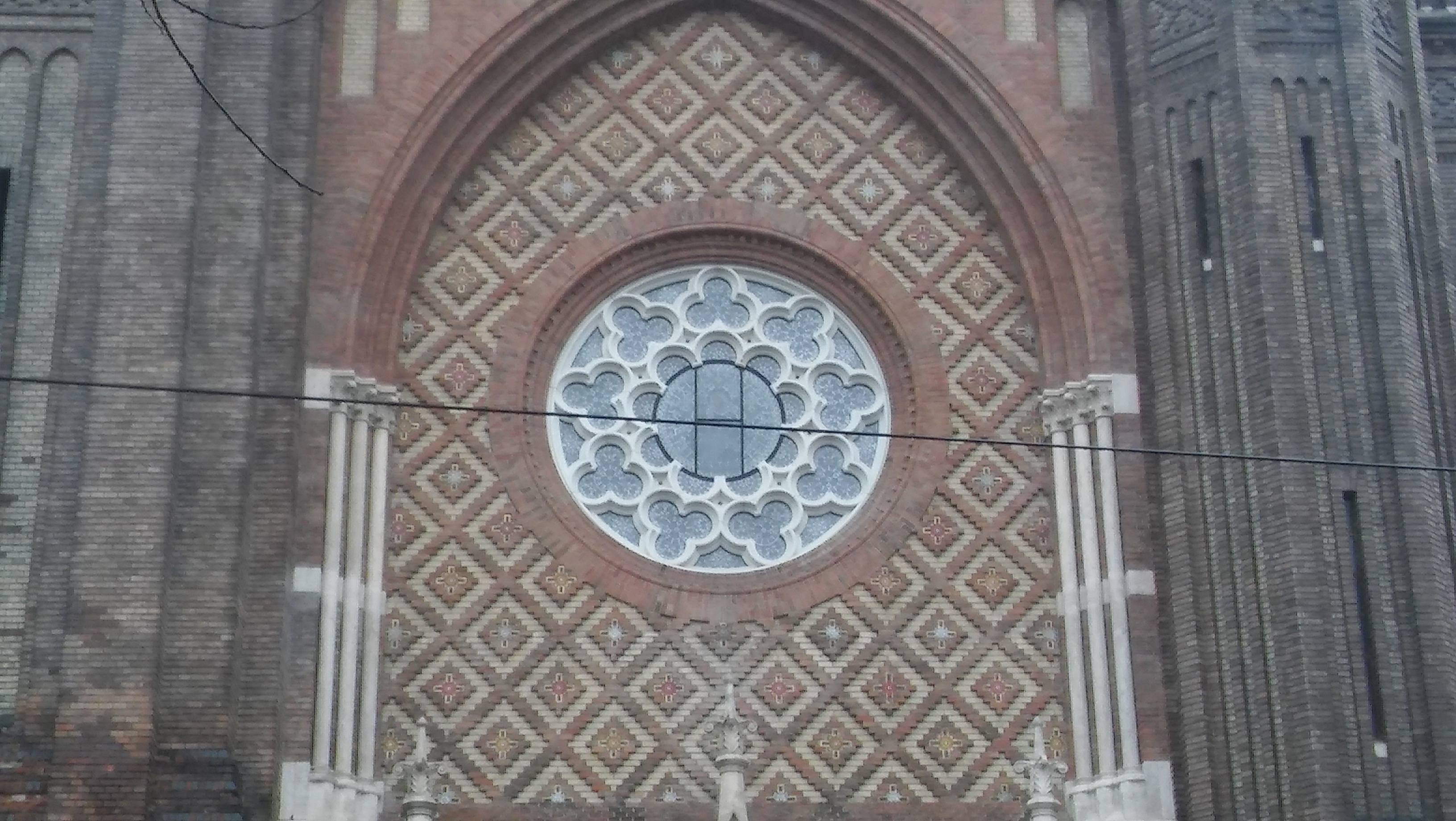
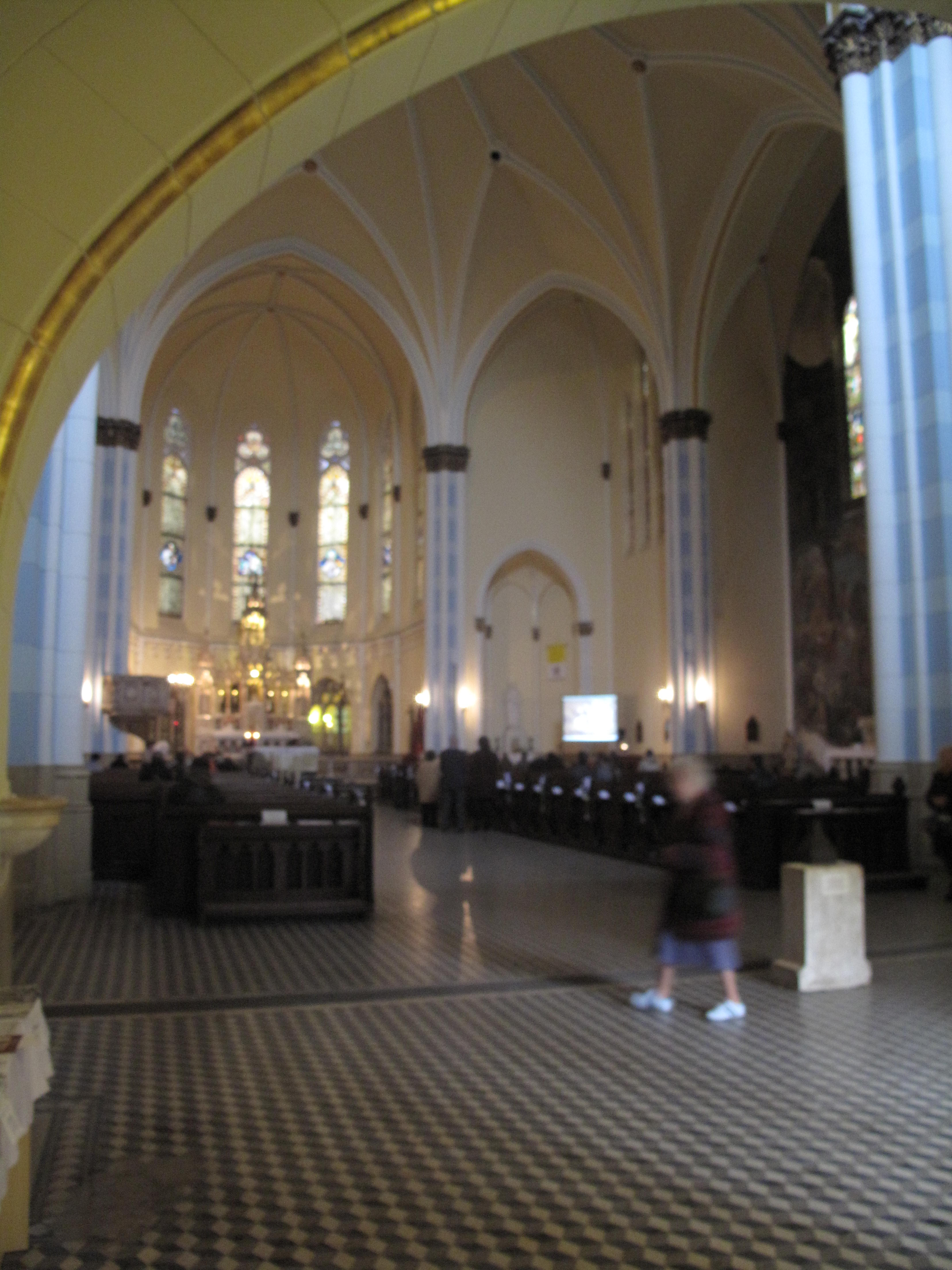

## Sources
- https://web.archive.org/web/20190126164356/http://www.rozsafuzerkiralyneja.hu/index.php/templomunk-toertenete